# عثة مفلفلة
```
العثة المفلفلة
 أو 
فراشة الفلفل والملح
[
1
]
 
(
الاسم العلمي
: 
Biston Betularia
)
 نوع من 
العث
، وهناك شكلان مختلفان لهذا النوع فمنه النوع الملون وله 
لون
 كريمي تغطيه بقع صغيرة غامقة اللون. وبسبب هذا اللون الذي يقترب إلى اللون 
الأسود
 أطلق عليه اسم Biston Betularia أي الفحمي نسبة إلى الفحم، ويشير إليه البعض بكلمة الأسود التي تعبر عن لونه الغامق تماما، لقد بدأ هذا اللون الغامق ينتشر تدريجيا في 
انجلترا
 في القرن التاسع عشر وأطلق على هذا اللون اسم السفع.
[
2
]
```

يعتبر تطور العثة المفلفلة مثالًا على علم الوراثة السكانية والانتقاء الطبيعي.

## الوصف
يبلغ أقصى عرض لجناحيها 55 مم. ويتراوح طولها بين 45 و 62 مم. ممتلئة البنية نسبيًا مع وجود خطوط أمامية ضيقة. الأجنحة بيضاء ممتلئة باللون الأسود، مع وجود خطوط سوداء متصالبة. يتنوع حجم البقع السوداء وتغيب في بعض الأمثلة، بينما تكون كثيفة في حالات أخرى لدرجة أنَّ الأجنحة تبدو وكأنها سوداء يتخللها اللون الأبيض. تملك هوائيات الذكور شعيرات كثيفة جدًا.

## الانتشار
توجد العثة المفلفلة في الصين وروسيا ومنغوليا واليابان وكوريا الشمالية وكوريا الجنوبية ونيبال وكازاخستان وتركمانستان وجورجيا وأذربيجان وأرمينيا وأوروبا وأمريكا الشمالية.

## البيئة ودورة الحياة
إنَّ العثة المفلفلة في بريطانيا العظمى وإيرلندا سنوية الإباضة (أي تنتج جيلًا واحدًا في السنة)، بينما تكون في الجنوب الشرقي لأمريكا الشمالية ثنائية الإباضة سنويًا (تنتج جيلين في السنة). تتكون دورة حياة حرشفيات الأجنحة من أربع مراحل: البويضات (البيض)، يرقة على عدة مراحل (اليرقات)، الشرانق التي تعيش في التربة خلال الشتاء، والحشرات اليافعة (البالغين). تبقى العثة خلال النهار على الأشجار، حيث تتغذى الطيور عليها.
تشبه اليرقات الغصين ويتغير لونها بين الأخضر والبني. كانت هذه الحشرة من أوائل الحيوانات التي اكتشف استخدامها التمويه لتبدو مسطحة (التظليل هو الخدعة البصرية الرئيسية التي تجعل الأشياء تبدو صلبة)، ذُكر ذلك في ورقة كتبها إدوارد بنجل بولتون في عام 1887.
تذهب إلى التربة في فصل الشتاء حيث تقوم بالسبات الشتوي. تخرج الحشرات البالغة من الشرانق بين أواخر أيار وحتى آب حيث تخرج الذكور قبل الإناث بوقت قصير (وهذا أمر شائع ومتوقع من الاصطفاء الجنسي). تخرج في نهاية اليوم وتجفف أجنحتها قبل الطيران في ذات الليلة.
تطير الذكور كل ليلة طوال حياتها بحثًا عن الإناث، في حين تطير الإناث في الليلة الأولى فقط. تطلق الإناث بعد ذلك الفيرومونات لجذب الذكور. ونظرًا لأن الريح تحمل الفيرمون يميل الذكور إلى السفر إلى جهة هبوب الرياح. من الممكن أنَّ يتعرضوا للصيد من قبل الخفافيش أثناء طيرانهم. يحرس الذكر الأنثى من الذكور الأخرى حتى تضع البيض. تضع الأنثى حوالي 2000 بيضة خضراء يبلغ طول الواحدة نحو 1 مم في الشقوق ضمن لحاء الشجر مع مسرأها.

## سلوك الراحة
يقضي الزوجان أو الحشرة الوحيدة يومها مختبئة من الحيوانات المفترسة وخاصة الطيور. في الحالة الأولى: يبقى الذكر مع الأنثى لضمان الأبوّة. تم تقديم أفضل دليل على سلوك الراحة من خلال البيانات التي جمعها الباحث مايكل ماجيروس. نُشرت هذه البيانات أول مرة في عام 1987، ونُشرت نسخة جديدة في عام 1998 والتي جزمت أنَّ العثة تستريح في الجزء العلوي من الأشجار.
استنتج ماجيروس وهوليت من خلال نتائج أبحاثهم في عام 1987 إلى أنَّ العث المفلفل يجلس بشكل عام في مواقع داخلية غير مكشوفة، توجد ثلاثة أنواع رئيسية من المواقع. أولاً: بضعة إنشات أسفل فرع شجرة على الجذع الرئيسي حيث تكون العثة في الظل، ثانيًا: على الجانب السفلي من الأغصان وثالثًا على الأوراق.
أكدّت التجارب في مراقبة العث المفلفل صحة هذه الأماكن، قام بتجارب مراقبة الذكور العالم ميكولا في عامي 1979 و 1984 وقام بتجارب مراقبة الإناث العلماء ليبرت وبراكفيلد في عام 1987.
لقد أوضح ماجيروس وعلماء آخرون في عام 2000 أنَّ العث المفلفل مموه بشكل كبير من الخلف أثناء جلوسه في سهول الأشجار. من الواضح أنَّ أنواع العثة المفلفلة المختلفة مموهة مع الأغصان والنباتات ضمن الأطوال الموجية المرئية للإنسان. ولكن الطيور قادرة على رؤية الضوء فوق البنفسجي الذي لا يستطيع البشر رؤيته. برهن ماجيروس باستخدام كاميرا فيديو حساسة للأشعة فوق البنفسجية أنَّ العثة تعكس الضوء فوق البنفسجي بطريقة منقطة بحيث تكون مموهة مع غطاء قشرة الأشجار الشائع سواء في موجات الأشعة فوق البنفسجية أو البشرية. ومع ذلك فإن العثة ليست مموهة بشكل جيد مع النباتات الورقية الشائعة على جذوع الأشجار وذلك على الرغم من أنها مموهة ضمن الأطوال الموجية البشرية لكن هذه النباتات لا تعكس ضوء الأشعة فوق البنفسجية مما يكشف وجود الحشرات.
أشار ماجيروس من خلال تجربة أجراها في كامبريدج على مدى سبع سنوات بين عامي 2001 و 2007 إلى أماكن الراحة الطبيعية للعث المفلفل حيث من بين 135 فراشة كان أكثر من نصفها يستريح على أغصان الأشجار، معظمها في النصف السفلي من الفرع، وكان 37٪ منها تستريح على جذوع الأشجار وغالبًا على الجانب الشمالي، وكان 12.6٪ فقط تستريح فوق الغصينات الصغيرة أو أسفلها.

## التطور
دُرس تطور العثة المفلفلة بالتفصيل على مدى المائتي عام المنصرمة. امتلكت الغالبية العظمى من العث المفلفل في بداية هذه الفترة أجنحة فاتحة اللون مموهة بشكل فعال مع الأشجار ذات الألوان الفاتحة والنباتات التي تقف عليها. وقد ماتت العديد من النباتات بسبب التلوث الكبير خلال الثورة الصناعية في إنجلترا، وتغير لون الأشجار التي كانت تحمل العث إلى الأسود بسب هباب الفحم مما تسبب في وفاة معظم العث ذات الألوان الفاتحة جراء صيدها. وتكاثر في الوقت نفسه العث ذو اللون الداكن حيث تمكنت من التخفي على الأشجار القاتمة.
عاد العث المفلفل ذو الألوان الفاتحة ليصبح شائعًا منذ ذلك الحين بسبب تحسن الظروف البيئية، لكن بقي التغير المثير في عدد العث المفلفل موضع اهتمام ودراسة. وقد أدى ذلك إلى صياغة مصطلح (التلون الصناعي) للإشارة إلى التلون الوراثي عند بعض الأنواع استجابةً للملوثات. وأصبحت العثة المفلفلة مثالًا شائعًا يستخدم في شرح الانتقاء الطبيعي للناس العاديين والطلاب من خلال المحاكاة نظرًا لظروف التكيف البسيطة وسهلة الفهم نسبيًا.
سجل أول تغير للعثة من قبل إيدلستون في مدينة مانشستر عام 1848، وزادت وتيرة التغيرات على مدى السنوات اللاحقة. أثبتت تجارب الافتراس وخاصة التي قام بها برنارد كيتيلويل أنَّ العامل الأساسي للانتقاء كان الطيور التي تتغذى على العثة المفلفلة. وقد دعمت التجارب والملاحظات اللاحقة التفسير التطوري الأولي للظاهرة.

## الأساس الجيني للتلون
تبين أنَّ تطور طفرة التلون الصناعي كان بسبب إدخال عنصر قابل للاستبدال في الجزيء الأول من مورثات القشرة، مما أدى إلى زيادة عدد حالات تلون القشرة، والتي تؤثر في الأجنحة النامية، ذلك على الرغم من عدم وضوح الآلية الدقيقة لكيفية ظهور هذا الملون.

## معرض صور

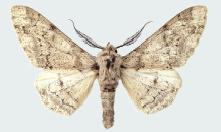
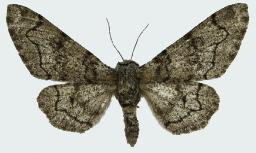
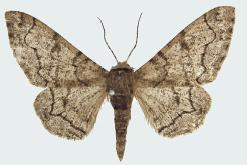
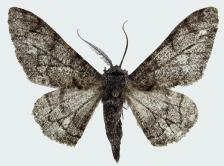